# Estado de coma
«Estado de coma» es el primer sencillo de la banda argentina Invisible, lanzado a finales de 1973. La placa fue grabada tiempo antes que las sesiones que produjeron el primer LP y su simple anexo.

## Lista de temas
1. «Elementales leches»
2. «Estado de coma»

## Músicos
- Carlos Alberto Machi Rufino: Bajo.
- Héctor "Pomo" Lorenzo: Batería.
- Luis Alberto Spinetta: Guitarra y voz.

- Datos: Q2839468